# 조선민속박물관
조선민속박물관(朝鮮民俗博物館)은 조선민주주의인민공화국 평양직할시 중구역 대동문동에 위치한 민속박물관이다. 조선중앙력사박물관 북쪽에 있으며, 대동문 옆에 있다. 1956년 개관하였다. 박물관은 2,100개 전시품이 있으며, 1,800m2을 포함 일곱 개의 객실을 보유하고 있다.